# Дембе-Вельке (гмина)
Дембе-Вельке (пол. Dębe Wielkie) — сельская гмина (волость) в Польше, входит как административная единица в Миньский повет, Мазовецкое воеводство. Население — 8134 человека (на 2004 год).

## Демография
| Перепись                       | Всего   | Всего | Женщины | Женщины | Мужчины | Мужчины |
| ------------------------------ | ------- | ----- | ------- | ------- | ------- | ------- |
| Единицы                        | человек | %     | человек | %       | человек | %       |
| Население                      | 8134    | 100   | 4107    | 50,5    | 4027    | 49,5    |
| Плотность населения (чел./км²) | 104,4   | 104,4 | 52,7    | 52,7    | 51,7    | 51,7    |

## Сельские округа
1. Александрувка
2. Быковизна
3. Целинув
4. Цезарув
5. Хощак
6. Хощувка-Дембска
7. Хощувка-Рудзка
8. Хощувка-Стоецка
9. Хросля
10. Ченцива
11. Цыганка
12. Дембе-Вельке
13. Гожанка
14. Гурки
15. Йенджейник
16. Конты-Гозьдзеевске-Первше
17. Конты-Гозьдзеевске-Друге
18. Коберне
19. Лащызна
20. Олесин
21. Острув-Каня
22. Порембы
23. Руда
24. Рысе
25. Тереслав
26. Валерцин

## Соседние гмины
1. Гмина Халинув
2. Гмина Миньск-Мазовецки
3. Гмина Станиславув
4. Гмина Вёнзовна
5. Зелёнка